# Unionellidae
Unionellidae zijn een uitgestorven familie van tweekleppigen uit de orde Unionoida.